# آلن‌دورف، راین-لان
الیندراف، رین-لان (به آلمانی: Allendorf, Rhein-Lahn) یک شهر در آلمان است که در Verbandsgemeinde Katzenelnbogen واقع شده‌است.

## خصوصیات
الیندراف ۳٫۰۳ کیلومترمربع مساحت دارد ۳۲۵ متر بالاتر از سطح دریا واقع شده‌است.